# باب تازة
باب تازة هي بلدة جبلية شمال المغرب. تقع في الجزء الشمالي من البلاد. تنتمي باب تازة إداريا إلى إقليم شفشاون بمنطقة طنجة - تطوان - الحسيمة. وعلى مقربة من بلدة باب تازة تتواجد مدينة شفشاون ومنتزه تلاسمطان الوطني، هي من بين عوامل الجذب السياحي بالمنطقة القريبة من تطوان (حوالي 59 كيلومترا). يضم مركز باب تازة 4.006 نسمة (الإحصاء 2004).
تشتهر باب تازة بزراعة وبيع القنب الهندي، ذلك ان المغرب يحتل المرتبة الأولى في شمال افريقيا والشرق الاوسط، في بيع وتصدير هذه المادة. ويتوقع ان يزداد الاستثمار في زراعة هذه النبتة خاصة مع مصادقة الحكومة المغربية على قرار ينظم زراعة القنب الهندي.

## مناخها
يعتبر مناخ باب تازة من أكثر المناخات تقلبا في المغرب شديد البرودة شتاءا ومفرط الحرارة صيفا، غالبا ما يصادف ظهور الحر شتاءا والعكس صحيح.